# أينتاب (أرارات)
مدينة أينتاب (بالأرمينية:Այնթափ) (بالإنجليزية: Ayntap) هي إحدى المدن التابعة لمقاطعة أرارات في أرمينيا. يقدر عدد سكانها بـ 8800 نسمة حسب الإحصاء الذي جرى عام 2011.